# Niegolewo
Niegolewo – wieś w Polsce położona w województwie wielkopolskim, w powiecie nowotomyskim, w gminie Opalenica, 7 km na północ od siedziby gminy.

## Historia
Miejscowość pierwotnie była związana z Wielkopolską. Istnieje co najmniej od drugiej połowy XIV wieku i ma średniowieczną metrykę. Po raz pierwszy w źródłach historycznych wieś odnotowana została w łacińskim dokumencie z 1388 gdzie zapisano ją pod nazwą "Negolewo", 1390 "Negolevo", 1400 "Negoleyewo", 1413 "Nyegolegew(o)", 1420 "Golewo", 1423 (wg. zachowanej kopii z 1770) "Niegolewo", 1424 "Nyegolew(o), 1452 "Nyegulewo", 1448 "Maiori Negolewo", 1493 "Nyegolyew(o)", 1499 "Nyegolyewo Maior", 1558 "Nyegoliew(o)", 1559 "Niegoliewo".
Okolice miejscowości były zasiedlone jednak już wcześniej niż odnotowały to zachowane zapisy historyczne. W wyniku badań archeologicznych odkryto grodzisko stożkowate z przełomu XIII i XIV wieku.
Początkowo wieś była własnością szlachecką należącą do wielkopolskiej szlachty z rodu Niegolewskich herbu Grzymała, którzy od nazwy wsi przyjęli odmiejscowe nazwisko. Wieś była ich gniazdem rodowym i należała do nich nieprzerwanie od 1389 aż do wybuchu II wojny światowej w 1939. W 1493 miejscowość leżała w powiecie poznańskim województwa poznańskiego w Koronie Królestwa Polskiego. W 1508 odnotowana została w parafii Buk.
Na przełomie XIV-XV wieku miejscowość należała do Niegolewskich. W latach 1388-1404 właścicielem we wsi był Łękomir Niegolewski z Niegolewa. W 1388 prowadził spór z bratankami Stanisława z Gnuszyna. W 1389 ręczył za niego Piotrasz na sumę 10 grzywien. W 1389 wraz z żoną Jadwiga przegrali procesy z Mikołajem Kowalikiem wójtem z Buku. W 1389 toczył spór o 1/4 Niegolewa, a w 1390 kolejny o 5 kmieci niegolewskich, których zastawił za 40 grzywien. W 1389 pozwał Pawła oraz Mikołaja braci z Chraplewa. W 1390 wraz ze swoimi synami Wojciechem oraz Pawłem dał Przybysławowi z Rudnik 6 części w Niegolewie Małym. W 1390 wraz z żoną, dwoma synami oraz dwoma córkami toczył spór z Przybysławem z Rudnik. W latach 1390-1393 wraz z Tomaszem z Niegolewa toczył spór o sumy z Piotrem z Górzna. W 1399 sąd umorzył wszystkie kary wymierzone Łękomirowi oraz jego synowi Wojciechowi dziedzicowi z Niegolewa. W latach 1399-1403 toczył on spór z dziedzicami części w Niegolewie o to, że Przybysław z Rudnik zagarnął mu nieprawnie 1,5 grzywny czynszu od zagrodników, a Andrzej zwany Soczewka 6 grzywien oraz zboże. W 1402 Łękomir przegrał proces z Jaśkiem z Niegolewa oraz jego krewnym Wielisławem o prawo bliższości do wykupu dziesięcin. W 1403 zawarł ugodę polubowną z Andrzejem Soczewką z Niegolewa o wszystkie sporne sprawy oraz o płosę. W 1404 przegrał spór z Jodokiem z Wojnowic o zagrodnika i jego płosę w Niegolewie.
W latach 1389-1426 odnotowany został w kilku procesach majątkowych Jasiek Niegolewski. W 1389 w sporze sądowym z Mikołajem Kowalikiem wójtem z Buku o część zastawną w Niegolewie. W 1401 oczyścił się przysięgą świadków z zarzutu, że kazał swojemu kmieciowi „zatracić” woły. W 1407 procesował się z Mikołajem mieszczaninem z Buku o 3 konie, wóz i siekierę. W latach 1390-1403 w procesach z niegolewskimi odnotowano Przybysława z Rudnik koło Opalenicy, wójta w Buku w latach 1389-1403, który był posiadaczem zastawnym części Niegolewa i Niegolewa Małego. W 1392-1397 toczył on spór sądowy z Bietką Niegolewską o połowę wsi Niegolewo. Bietka twierdziła przed sądem, że ani ona, ani jej mąż, ani dzieci nie wydzierżawili temuż Przybysławowi połowy wsi na 3 lata jak tamten twierdził. W 1394 sad postanowił odłożyć sprawę do pobytu króla w Poznaniu, którą to funkcję sprawowała wówczas kobieta Jadwiga Andegaweńska. W 1395 sąd przyznał temuż Przybysławowi 1/4 Niegolewa oraz 46 grzywien. W 1398 Bietka oskarżyła Przybysława z Rudnik o zajęcie siłą połowy wsi. W latach 1395-1397 Przybysław z Rudnik toczył spór z panią Mieczką o wwiązanie w jej posag w Niegolewie. W 1397 Mieczka wraz z Dzierżką żoną Tomasza z Niegolewskiego twierdziły, że posiadają w Niegolewie 10 części, a Przybysław tylko 2 części oraz 10 grzywien i wiardunek. W 1400 Przybysław toczył spór z Andrzejem Soczewką z Niegolewa o niewyclenie, czyli nieuwolnienie od roszczeń osób trzecich, przez Łękomira części majętności w Niegolewie. W latach 1401-1403 Przybysław pozwał Wojciecha z Niegolewa o porwanie go w sporze o części Niegolewa i żądał zapłacenia przez niego 10 grzywien kary. W 1402 Przybysław zapłacił za Andrzeja Soczewkę karę 17 grzywien za uderzenie Łękomira.
W XV i XVI wieku właścicielami wsi byli Niegolewscy herbu Grzymała. W latach 1493-1520 właścicielem we wsi był Wojciech Niegolewski, zwany również Witkowskim, syn Wawrzyńca Niegolewskiego, brat Jerzego, Jana oraz Elżbiety Niegolewskich. W 1493 wraz z braćmi Jerzym i Janen skwitowali stryja rodzonego Mikołaja Niegolewskiego z zapisanego na Niegolewie posagu swojej zmarłej babki Jadwigi NIegolewskiej, żony ich zmarłego dziada Grzymka Niegolewskiego. W 1493 Wojciech zapisał żonie Annie, córce Grzegorza Romiejewskiego z Romiejek Małych, obecnie Rumiejki Szlacheckie w powiecie pyzdrskim, po 100 kóp groszy posagu i wiana na połowie dziedziczonego Niegolewa wraz z przynależnym wiatrakiem. Dla siebie zarezerwował okoliczne lasy. W 1497 Wojciech oraz Jurga bracia oraz dziedzice niedzielni w Niegolewie, sprzedali z zastrzeżeniem prawa wykupu stryjowi Mikołajowi Niegolewskiemu dwa łany osiadłe we wsi. W 1499 Wojciech w wyniku podziałów majątkowych z braćmi Jerzym i Janem posiadał także połowę Jurkowa, Wilkowa i Grodziszczka, na których zapisał swojej żonie Annie Romiejewskiej po 100 grzywien szer. groszy posagu oraz wiana.
Historyczne zapisy zachowane w archiwach sądowych oprócz lokalnej szlachty odnotowały także mieszkańców wsi z innych stanów. W 1390 wspomniano pięciu kmieci niegolewskich. W 1391 odnotowano spór sądowy sołtysa niegolewskiego Paweła z Piotrem z Górzna o kradzież konia. W 1399 sąd orzekł, że kmieć z Niegolewa kupił na targu za swoje własne pieniądze klacz, o którą nagabywał go jego pan Paweł z Niegolewa. W 1401 córka Łękomira Niegolewskiego Dorota toczyła spór sądowy z Janem kmieciem niegolewskim o zastaw. W 1402 Paweł z Niegolewa w imieniu swojej siostry Doroty toczył spór sądowy z Janem Zambrzyskim kmieciem niegolewskim o dwie kopy groszy. W 1408 Piotr kmieć niegolewski procesował się z Jaśkiem Niegolewskim. W 1419 kmiecie m.in. z Niegolewa toczyli spór sądowy z Mikołajem Pruskim plebanem w Buku o opłatę zwaną meszne. W 1434 Jan karczmarz niegolewski toczył spór z Janem wójtem w Buku i jego żoną o to, że wójt ten nie chciał przyjąć do obsadzenia roli trzech kmieci, których przedstawił mu tenże Jan. W 1443 Eufemia lub Ofamia kobieta z Niegolewa pozwała Świętosława z Uścięcic o niedotrzymanie obietnicy małżeństwa. Świętosław miał zapłacić jej odszkodowanie w kwocie dwóch grzywien. W 1445 wspomniany został pracownik Piotr syn Jachoty z Niegolewa, który miał zapłacić Magdalenie kobiecie z Buku dwie grzywny z tytułu niedotrzymania obietnicy małżeństwa. W 1464 odnotowano pracownika Mikołaja oraz Agnieszkę z Niegolewa, którzy wybrali Jana Iłowieckiego, plebana w Nieparcie, na sędziego polubownego z powodu tego, iż Agnieszka stała się brzemienna za sprawą Mikołaja. Mikołaj miał z tego powodu zapłacić Agnieszce 20 groszy w 3 ratach. W 1473 odnotowano dwóch kmieci oraz dwóch zagrodników. W 1497 na dwóch łanach osiadłych w Niegolewie osiadli kmiecie Milej i Kozikowa, płacili po 6 groszy czynszu rocznego. W 1559 odnotowano imiennie kmieci niegolewskich Marcina Śliwkę, Mikołaja, Szczepana Kukłę, Błażeja Blocza, Stelmacha i Wawrzyńsca Wałeckiego oraz miejscowych zagrodników: Skuczynę, Kuczynę, Jecza i Ziecza.
Miejscowość odnotowały także historyczne rejestry podatkowe dzięki, którym znamy stosunki własnościowe we wsi. W 1479 odnotowano w Niegolewie folwark oraz łan zwany "Jędrzejewski". W 1499 miejscowość znalazła się w wykazie zaległości podatkowych. W 1508 miał miejsce pobór od 10 łanów, dwóch karczm oraz od młyna po 6 groszy. W 1510 miał miejsce pobór podatków od 10,5 łana. W 1563 pobrano podatki od 10,5 łana, dwóch karczm dorocznych jednego wiatraka dorocznego. W 1577 pobór zapłacił Jakub Niegolewski syn Macieja. W latach 1580 i 1583 pobór od 13 łanów również zapłacił Jakub Niegolewski.
Wieś szlachecka położona była w 1580 roku w powiecie poznańskim województwa poznańskiego w Rzeczypospolitej Obojga Narodów. Wskutek II rozbioru Polski w 1793, miejscowość przeszła pod władanie Prus i jak cała Wielkopolska znalazła się w zaborze pruskim. W latach 1975–1998 miejscowość administracyjnie należała do województwa poznańskiego.
W okresie Wielkiego Księstwa Poznańskiego (1815-1848) Niegolewo należało do wsi większych w ówczesnym powiecie bukowskim, który dzielił się na cztery okręgi (bukowski, grodziski, lutomyślski oraz lwowkowski). Niegolewo należało do okręgu bukowskiego i było zarazem majętnością, której właścicielem był Andrzej Niegolewski. W latach 1903–1987 przez wieś przebiegała wąskotorowa linia towarowa Opalenickiej Kolei Wąskotorowej do Sędzin. Na początku XX w. gospodarowali tu dziedzice Stanisław i Wanda z Wężyków Niegolewscy. W majątkach w Myjomicach i Niegolewie Wanda prowadziła ogrody warzywne, pasieki i parki. W 1928 roku Niegolewo było wizytowane przez prezydenta II RP Ignacego Mościckiego. Według spisu urzędowego z 1837 roku wieś liczyła 405 mieszkańców i 40 dymów (domostw).
Od 1874 do 1940 roku w parku w Niegolewie stał wystawiony przez Zygmunta Niegolewskiego jedyny w Polsce pomnik poświęcony szwoleżerom poległym 30 listopada 1808 roku w bitwie pod Somosierrą. Zasłużonym uczestnikiem tego wydarzenia był Andrzej Niegolewski, późniejszy powstaniec listopadowy i działacz narodowy.

## Zabytki
W rejestrze zabytków Narodowego Instytutu Dziedzictwa widnieje:
- zespół pałacowy, na który składają się:
  - piętrowy pałac z 1896, wybudowany na planie prostokąta, kryty dachem czterospadowym z lukarnami, od frontu ryzalit z głównym wejściem pod balkonem. Ryzalit zwieńczony frontonem z herbami: Grzymała  Zygmunta Niegolewskiego i Drogosław jego żony Zofii Skórzewskiej.
  - zabytkowy park krajobrazowy o powierzchni 10,38 ha ze stawami
  - piętrowy bielony spichlerz z 1835
  - kaplica św. Anny wybudowana w 1920, spalona w 1945 i odbudowana w 1947[5][12].

inne
- grobowiec
- gorzelnia z końca XIX w.,
- pozostałości wieży ciśnień[5].
- grodzisko stożkowate o wysokości 4 m i średnicy 35 m, otoczone fosą, położone na północny wschód od wsi[5][7].

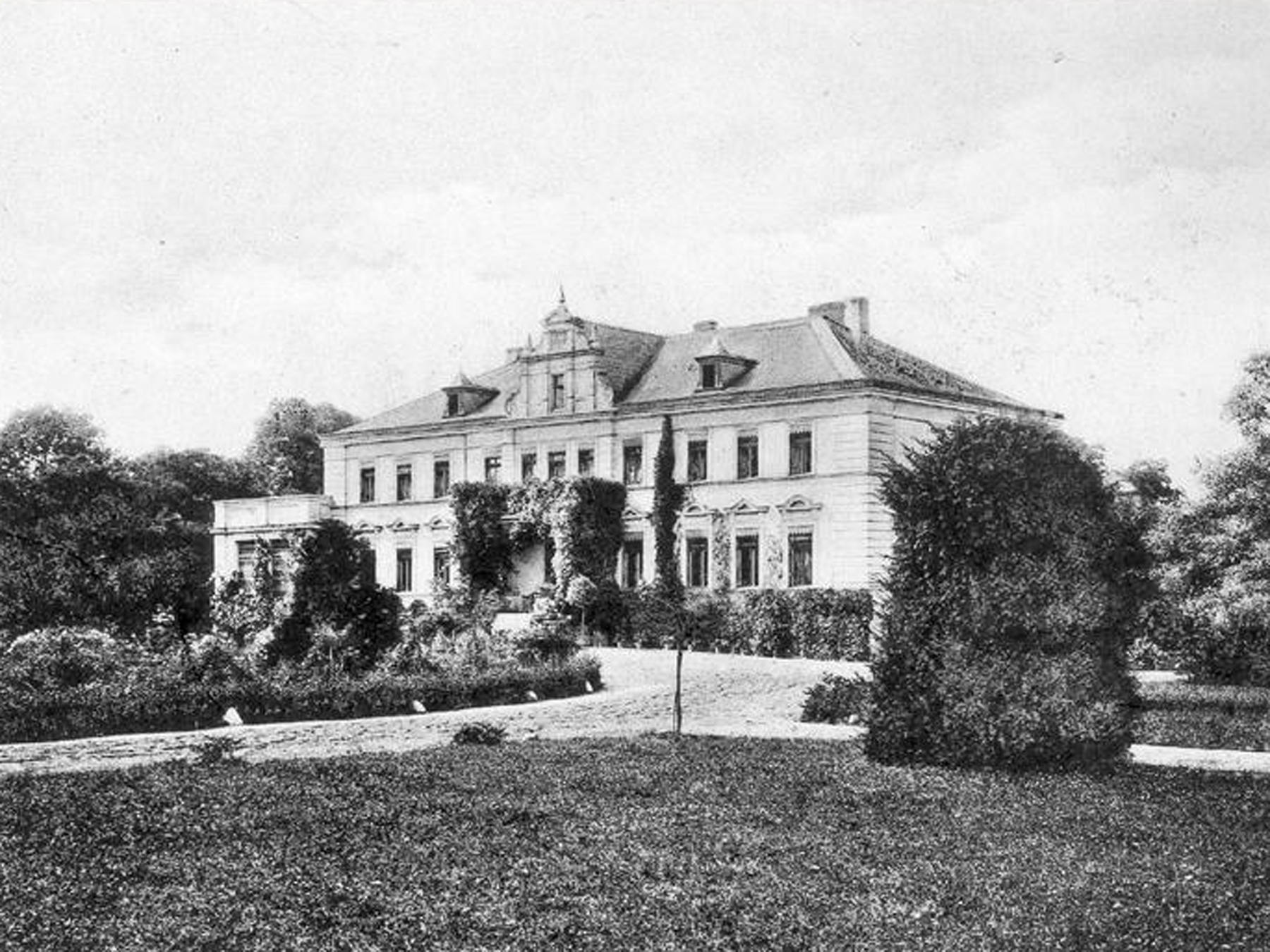
Pałac w Niegolewie w czasach świetności
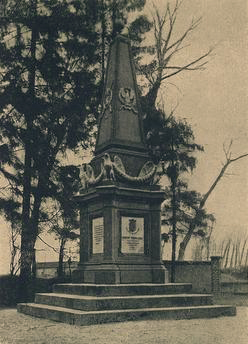
Pomnik poległych szwoleżerów w bitwie pod Somosierrą
Herb Grzymała Z. Niegolewskiego
Herb Drogosław Zofii Skórzewskiej